# Asian Underground
Asian Underground jest terminem określającym twórczość muzyczną brytyjsko-azjatyckich artystów (głównie z Indii, Pakistanu, Bangladeszu i Sri Lanki), którzy łączą styl zachodniej undergroundowej muzyki tanecznej z tradycyjnymi elementami muzycznymi, jak wokale czy instrumentalia z różnych państw Azji Południowej. Pierwszym oficjalnym albumem, jaki został wydany w tej stylistyce jest Anokha - Soundz of the Asian Underground, wydany przez Talvin Singh'a & Sweety Kapoor w 1997 roku. Definicja ta nie określa jednego gatunku, lecz cały obszar muzyki z wyraźnie odczuwalnymi elementami etnicznymi subkontynentu Indyjskiego (od brytyjskiego rocka zespołu Cornershop, aż po jungle'owe klimaty Panjabi MC). Większość z nich to wnuki lub też dzieci imigrantów wychowanych w kulturze zachodniej, lecz nadal związanych silnie z ich azjatycką kulturą.